# Powiat Kaga
Powiat Kaga (jap. 加賀郡 Kaga-gun) – powiat w Japonii, w prefekturze Okayama. W 2024 roku liczył 10 312 mieszkańców.

## Miejscowości
- Kibichūō